# .travel
.travel je doména nejvyššího řádu schválená ICANN 8. ledna 2005 jako garantovaná doména nejvyššího řádu ve druhé skupině nových žádostí o TLD vyhodnocených v roce 2004. Je vymezena pro cestovní kanceláře, letecké společnosti, hotely a jiné společnosti v cestovním ruchu. Jejím garantem je společnost Tralliance, newyorská organizace založená za účelem podpory této domény.
Oficiální zahájení provozu bylo v říjnu 2005 prověřovacím procesem ke stanovení přednosti v registraci domén v každé z následujících tří měsíčních skupin (říjen, listopad, prosinec). Běžné registrace začaly v lednu 2006.